# Archäologisches Museum Naxos

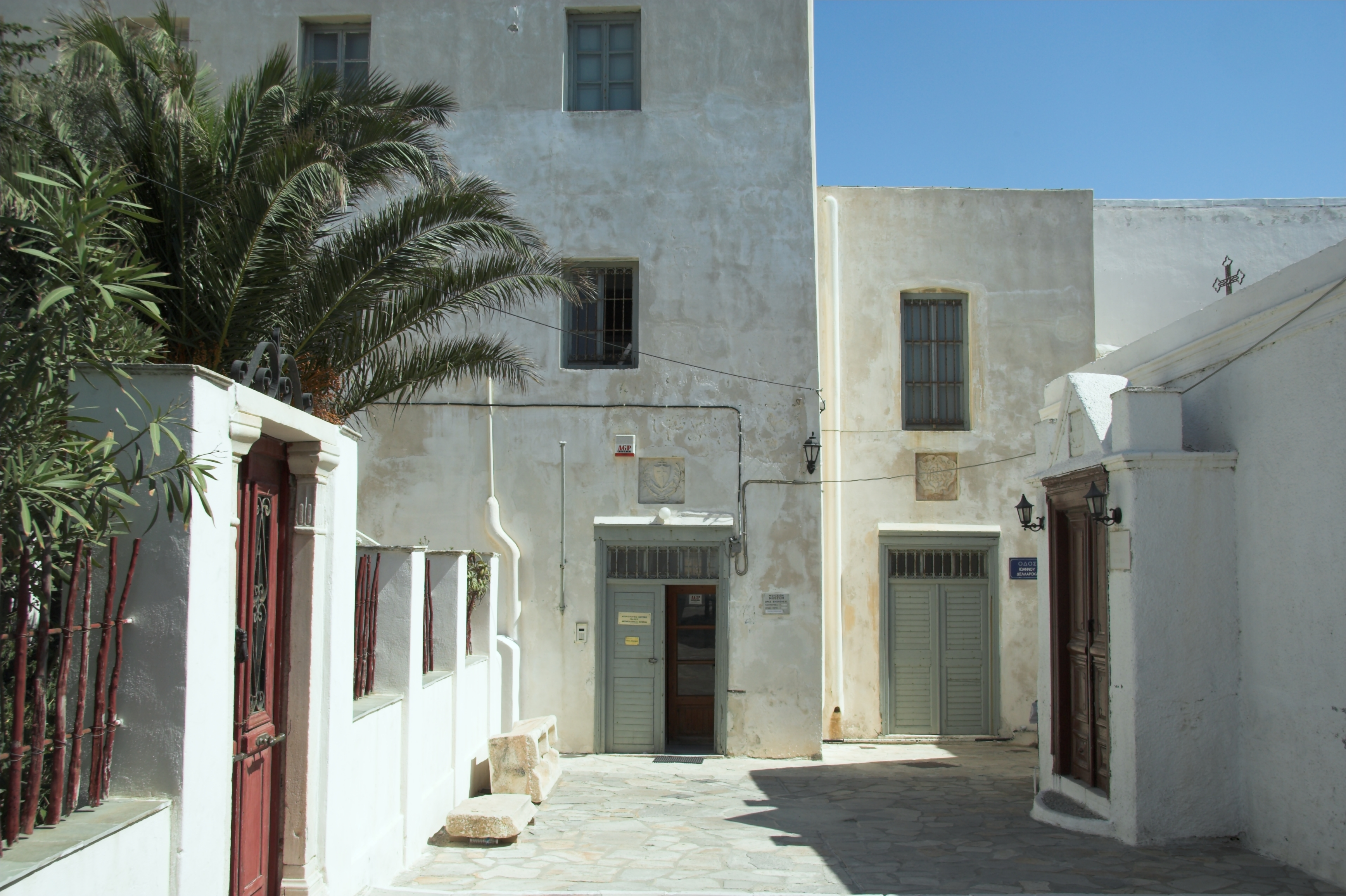
Eingang zum Archäologisches Museum Naxos

Das Archäologische Museum Naxos (griechisch Αρχαιολογικό Μουσείο Νάξου Archeologikó Mousío Náxou) in der Stadt Naxos auf der gleichnamigen Kykladeninsel zeigt Kunstobjekte und Alltagsgegenstände aus der Zeit von der späten Jungsteinzeit bis in frühbyzantinische Zeit. Die Ausstellungsstücke stammen überwiegend von Ausgrabungen, die auf der Insel seit dem Zweiten Weltkrieg durchgeführt wurden. Nach dem Archäologischen Nationalmuseum verfügt das Museum in Naxos über die bedeutendste Sammlung von Artefakten der Kykladenkultur.

## Museumsgebäude
Das Gebäude des archäologischen Museums liegt im südöstlichen Bereich des Kastro von Naxos. Teile der ehemaligen venezianischen Befestigungsmauer mit zwei Türmen sind in das zwischen 1600 und 1800 errichtete fünfstöckige Gebäude integriert. Ursprünglich als Jesuitenschule errichtet, diente es zum Ende des 19. und zu Beginn des 20. Jahrhunderts als französische Handelsschule. Der spätere Schriftsteller Nikos Kazantzakis verbrachte hier um die Jahrhundertwende zwei Jahre seiner Schulzeit. Später wurde es der Altertumsverwaltung übergeben und beherbergt seit 1973 im Erd- und Untergeschoss das archäologische Museum. 

## Ausstellungsobjekte

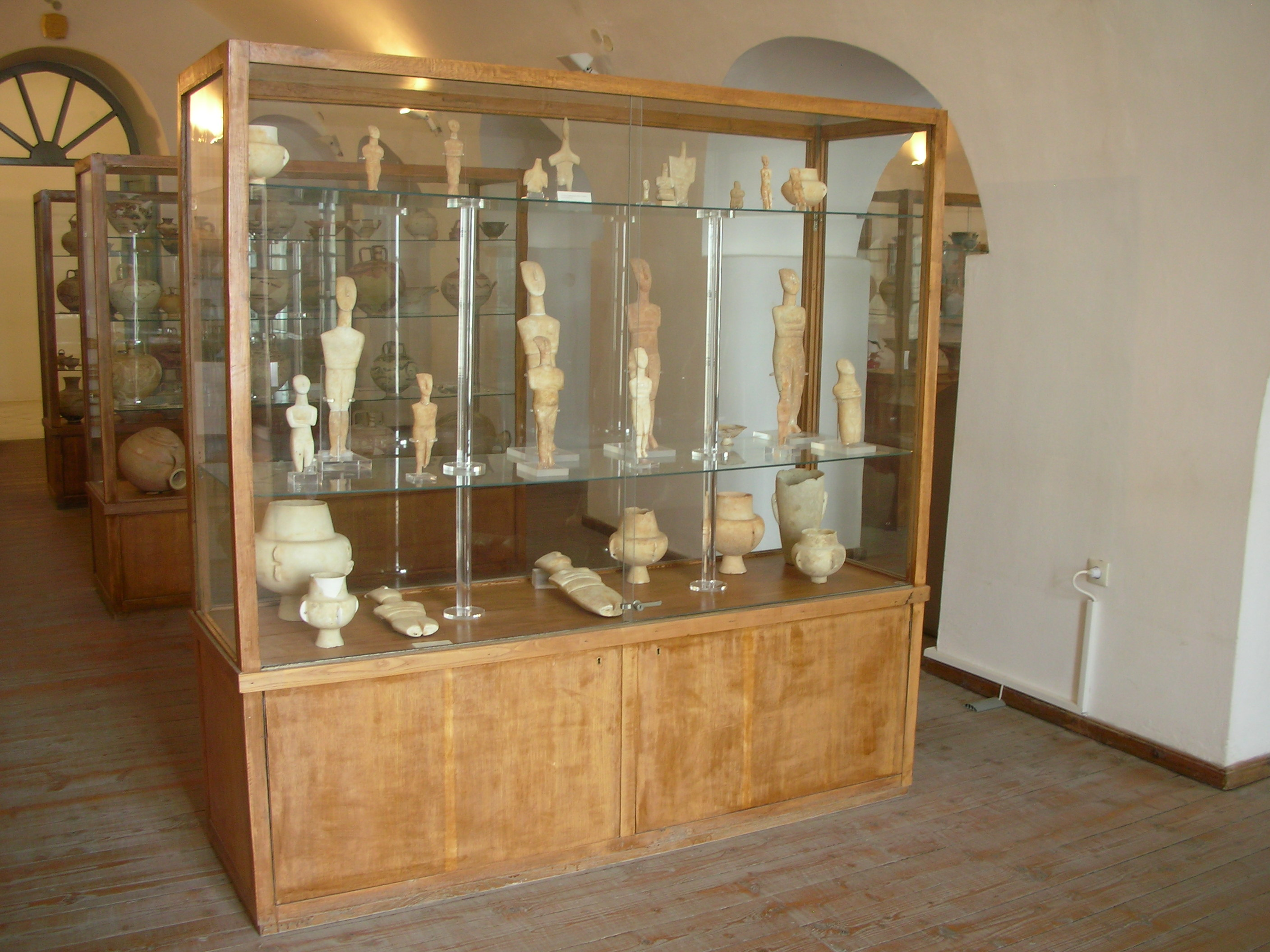
Kykladenidole

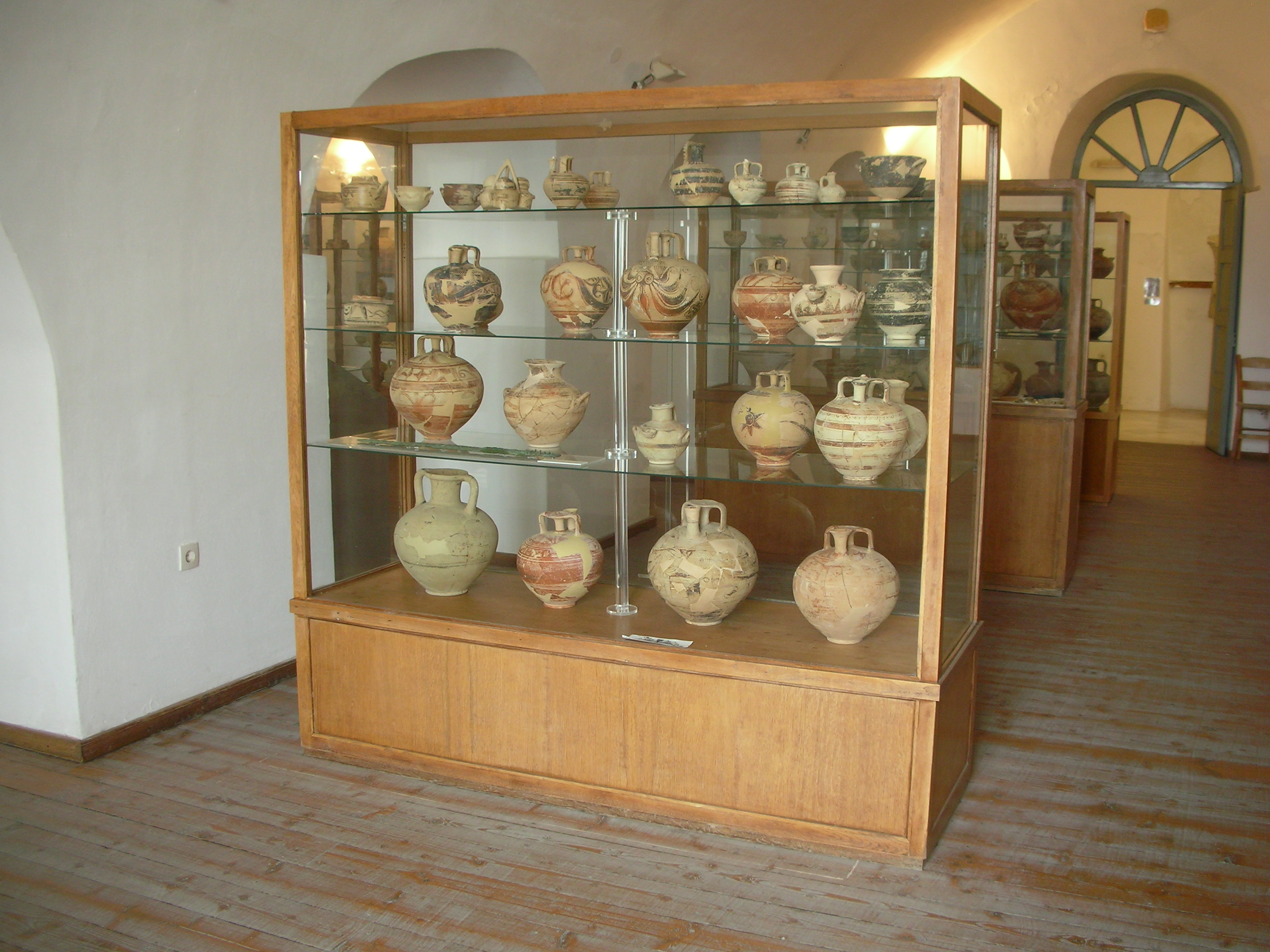
Mykenische Bügelkannen

Das Museum verfügt über zehn Ausstellungsräume im Erd- und Untergeschoss. Die Exponate vom 5. Jahrtausend v. Chr. bis ins 5. Jahrhundert n. Chr. stammen größtenteils von Ausgrabungen auf der Insel seit der 2. Hälfte des 20. Jahrhunderts, aber auch von südlich gelegenen Inseln wie Pano Koufonisi und Keros. Von besonderer Bedeutung sind die Funde der frühkykladischen Perioden von 3200 bis 2300 v. Chr. Die Sammlung von frühkykladischen Marmoridolen ist nach dem Archäologischen Nationalmuseum die bedeutendste Griechenlands. Zahlreiche mykenische Bügelkannen sind Bestandteil der Keramiksammlung aus der Zeit vom späten 2. Jahrtausend v. Chr. bis in die geometrische Zeit im 9. bis 8. Jahrhundert v. Chr.
Erdgeschoss
- Raum I: Archaische Skulpturen (6. Jahrhundert v. Chr.)
- Vorhalle II: Hellenistische Grabstelen
- Terrasse: ein spätantikes Fußbodenmosaik

Untergeschoss
- Korridor III: Skulpturen (6. Jahrhundert v. Chr. bis römische Zeit)
- Raum IV: Frühkykladische bis mykenische Zeit (3200–1100 v. Chr.)
- Raum V – VI: Gefäße der geometrische Periode
- Raum VII – IX: Skulpturen, Keramik und kleinere Kunstgegenstände von der archaischen bis römischen Zeit
- Raum X: Grabstelen und Fresken eines römischen Hauses aus dem 3. Jahrhundert n. Chr.
- Atrium: